# Platysporoides cookei
Platysporoides cookei är en svampart som först beskrevs av Lewis Edgar Wehmeyer, och fick sitt nu gällande namn av Shoemaker & C.E. Babc. 1992. Platysporoides cookei ingår i släktet Platysporoides och familjen Pleosporaceae.   Inga underarter finns listade i Catalogue of Life.